# Calzada del Federalismo
La Calzada del Federalismo es una importante vía en Guadalajara, Jalisco, México. Ha tenido diversos nombres a lo largo de la historia, pero su denominación actual rinde homenaje al federalismo, que es una parte crucial de la historia política y social de México

## Historia

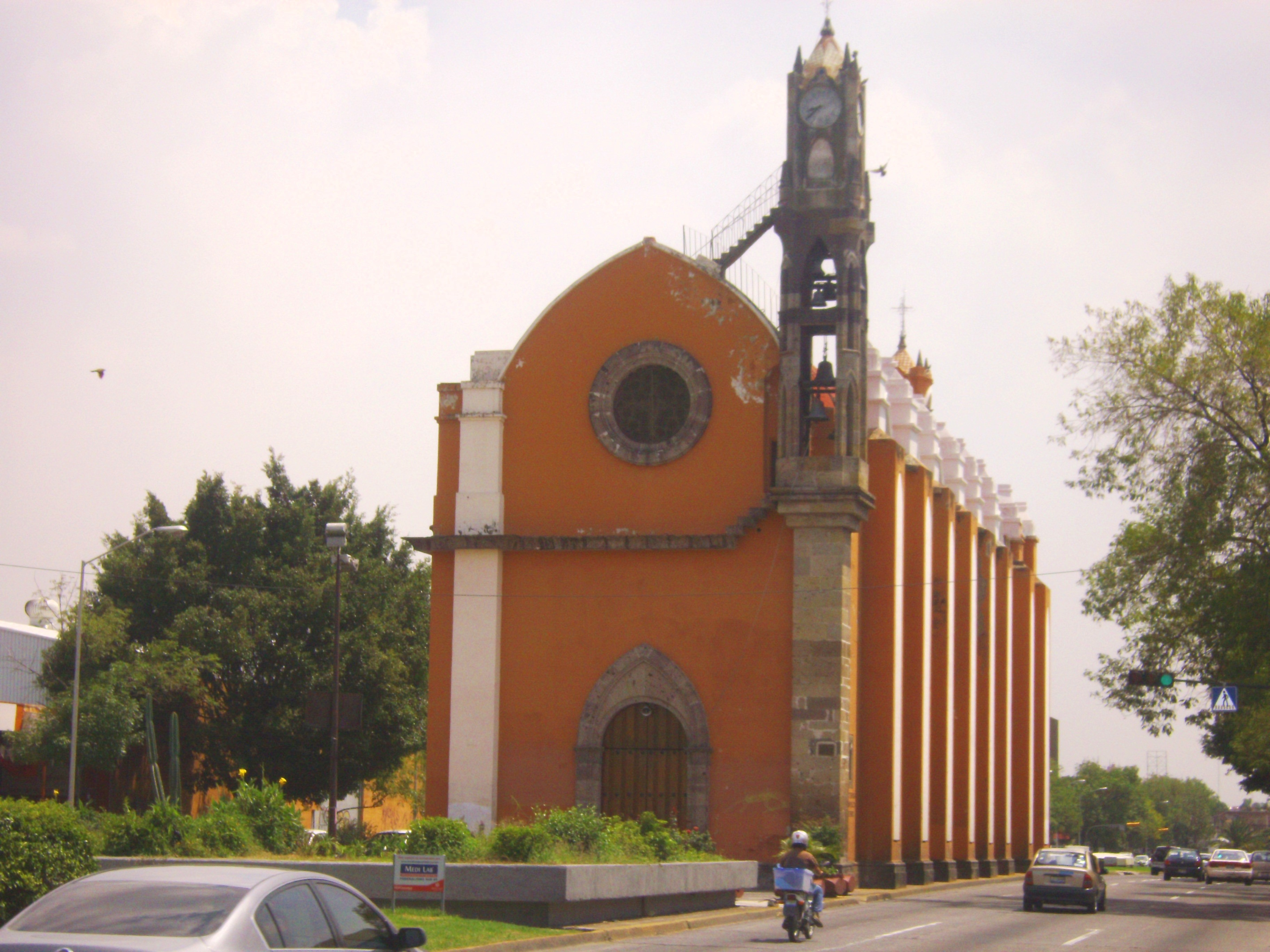
Templo de Nuestra Señora del Refugio, mismo que quedó inserto en la calzada.

La avenida fue creada con el fin de dar un eje vial con sentido norte a sur que pudiera descongestionar el tránsito del centro histórico de la capital jalisciense, complementado por un sistema de transporte público. A principios de los años 70 durante la gubernatura de Alberto Orozco Romero se comenzó el plan de edificación de la avenida de 5.3 kilómetros de extensión a cargo de Jorge Matute Remus. El trazo de la nueva arteria implicó la destrucción del Barrio del Refugio, uno de los más antiguos de Guadalajara.
Habitantes del barrio se opusieron a abandonar sus viviendas mediante una serie de manifestaciones, sin embargo, la resistencia fue en vano. A partir de 1973 se inició la demolición de mil 150 casas tras indemnizaciones en algunos casos forzadase inmuebles con valor histórico. Para las obras de la avenida desaparecieron algunas calles como Moro y el Panteón de Mezquitán tuvo que ser dividido. El Templo de Nuestra Señora del Refugio, construido en 1900 sobre uno previo edificado en 1833, fue exceptuado de la demolición, sin embargo, quedó rodeado de la vialidad, considerando dentro de la obra una serie de túneles aledaños por donde circularon trolebuses hasta 1988, año en que fue inaugurada la Línea 1 del Tren Eléctrico Urbano de Guadalajara, situándose la estación Refugio. Frente al templo fue construido el Parque el Refugio.
La primera parte de la obra fue inaugurado en 1976.